# Premio del National Board of Review 1935
Los 7° Premios del National Board of Review fueron anunciados en 1935.

## 10 mejores películas
- The Informer (El delator)
- Alice Adams (La mujer que supo amar / Sueños de Juvetud)
- Anna Karenina (Ana Karenina)
- David Copperfield
- The Gilded Lily (El lirio dorado)
- Les Misérables (Los miserables)
- The Lives of a Bengal Lancer (Tres lanceros de Benhala)
- Mutiny on the Bounty (Motín a bordo / Rebelión a bordo)
- Ruggles of Red Gap (Nobleza obligada)
- Who Killed Cock Robin?

## Mejores películas extranjeras
- Chapáyev – Unión Soviética
- Crime et Châtiment (Crimen y castigo) – Francia
- Le dernier milliardaire (El último millonario) – Francia
- The Man Who Knew Too Much (El hombre que sabía demasiado) – Reino Unido
- Maria Chapdelaine –Francia
- La Maternelle (La maternal) – Francia
- Novyy Gulliver (El nuevo Gulliver) – Unión Soviética
- Krestyane – Unión Soviética
- Yunost Maksima (La juventud de Maximo) – Unión Soviética
- The Battle (Hara-kiri) – Reino Unido

## Ganadores
Mejor película
- Mejor película estadounidense: The Informer
- Mejor Película Extranjera: Chapáyev, URSS